# The Lumineers
The Lumineers sind eine fünfköpfige US-amerikanische Folk-Rock-Band aus Denver, Colorado.

## Geschichte
Die Gruppe wurde 2002 von dem Gitarristen und Sänger Wesley Schultz und dem Schlagzeuger Jeremiah Fraites gegründet. Die beiden wuchsen in Ramsey, New Jersey auf und hatten bereits vorher in verschiedenen Bands gespielt. Schultz war der beste Freund von Fraites älterem Bruder Joshua, der mit 19 Jahren an einer Überdosis Rauschgift starb. Gemeinsam verarbeiteten sie das Erlebnis musikalisch und traten im Raum New York auf.
Nachdem ihnen das Leben in der Ostküstenmetropole zu teuer geworden war und sie nach Denver umgezogen waren, suchten sie nach jemandem, der sie mit dem Cello unterstützen konnte. Sie fanden Neyla Pekarek, die eine klassische Ausbildung an mehreren Instrumenten hat, und bildeten von da an ein Trio. Ihre ersten Auftritte hatten sie auf der Nachwuchsbühne des Meadowlark-Clubs und sie entwickelten ihren eigenen in Richtung Folk-Rock und Americana gehenden Stil. Eine erste Demo-EP stellten sie 2009 fertig, eine zweite produzierten sie zwei Jahre später und gingen auf USA-Tour.
Ihren Durchbruch hatten sie Ende 2011, als ihr Song Ho Hey in der TV-Serie Hart of Dixie verwendet wurde. Sie schlossen einen Plattenvertrag mit Dualtone Records und veröffentlichten im April 2012 ihr Debütalbum The Lumineers. Es stieg auf Platz 77 der US-Albumcharts ein und nach Veröffentlichung Ho Hey als Single stieg es bis zum September auf Platz 11. Die Single erreichte Platz 13 und Platin-Status.
Nach einer ausverkauften Clubtour in den USA und einem Auftritt beim SXSW kamen sie als Vorband von The Civil Wars im Herbst nach Europa und spielten auch eigene Shows in Deutschland. Single und Album wurden ab Oktober in Europa veröffentlicht und sie waren damit erst in England, später auch in vielen anderen Ländern in den Charts erfolgreich.
Auf dem Cover ihres zweiten Albums Cleopatra, das am 8. April 2016 erschien, ist die Stummfilmschauspielerin Theda Bara abgebildet.
Neyla Pekarek, die vor allem durch Cellospiel und Begleitgesang die Band musikalisch unterstützt hatte, verließ Ende 2018 die Band, um eine Solo-Karriere zu beginnen.
Im September 2019 erschien das dritte Album mit dem schlichten Titel III, das verschiedene Kapitel der fiktiven Sparks-Familie beleuchtet, in denen es vor allem um Alkoholsucht geht.
Am 14. Januar 2022 erschien ihr viertes Album, Brightside.

## Diskografie

### Studioalben
| Jahr | Titel Musiklabel                 | Höchstplatzierung, Gesamtwochen, AuszeichnungChartplatzierungen (Jahr, Titel, Musiklabel, Platzierungen, Wochen, Auszeichnungen, Anmerkungen) | Höchstplatzierung, Gesamtwochen, AuszeichnungChartplatzierungen (Jahr, Titel, Musiklabel, Platzierungen, Wochen, Auszeichnungen, Anmerkungen) | Höchstplatzierung, Gesamtwochen, AuszeichnungChartplatzierungen (Jahr, Titel, Musiklabel, Platzierungen, Wochen, Auszeichnungen, Anmerkungen) | Höchstplatzierung, Gesamtwochen, AuszeichnungChartplatzierungen (Jahr, Titel, Musiklabel, Platzierungen, Wochen, Auszeichnungen, Anmerkungen) | Höchstplatzierung, Gesamtwochen, AuszeichnungChartplatzierungen (Jahr, Titel, Musiklabel, Platzierungen, Wochen, Auszeichnungen, Anmerkungen) | Anmerkungen                                                 |
| Jahr | Titel Musiklabel                 | DE | AT | CH | UK | US | Anmerkungen                                                 |
| ---- | -------------------------------- | --- | --- | --- | --- | --- | ----------------------------------------------------------- |
| 2012 | The Lumineers Selbstverlag (UMG) | DE17 Gold · (26 Wo.)DE | AT24 (17 Wo.)AT | CH20 (38 Wo.)CH | UK8 Platin · (67 Wo.)UK | US2 ×3Dreifachplatin · (131 Wo.)US | Erstveröffentlichung: 3. April 2012 Verkäufe: + 4.007.500   |
| 2016 | Cleopatra Decca Records (UMG)    | DE16 (4 Wo.)DE | AT13 (3 Wo.)AT | CH5 (13 Wo.)CH | UK1 Gold · (11 Wo.)UK | US1 Platin · (116 Wo.)US | Erstveröffentlichung: 8. April 2016 Verkäufe: + 1.392.500   |
| 2019 | III Decca Records (UMG)          | DE40 (1 Wo.)DE | AT26 (1 Wo.)AT | CH10 (2 Wo.)CH | UK8 (1 Wo.)UK | US2 (10 Wo.)US | Erstveröffentlichung: 13. September 2019 Verkäufe: + 40.000 |
| 2022 | Brightside Decca Records (UMG)   | DE30 (1 Wo.)DE | AT21 (2 Wo.)AT | CH17 (1 Wo.)CH | UK18 (1 Wo.)UK | US6 (3 Wo.)US | Erstveröffentlichung: 14. Januar 2022                       |
| 2025 | Automatic Dualtone (H’Art)       | DE84 (1 Wo.)DE | AT47 (1 Wo.)AT | CH60 (1 Wo.)CH | — | US16 (… Wo.)US | Erstveröffentlichung: 14. Februar 2025                      |

### EPs
- 2011: The Lumineers
- 2012: Winter
- 2018: C-Sides
- 2022: Brightside (Acousic Version)
- 2024: The Leading Ladies

### Singles
| Jahr | Titel Album                 | Höchstplatzierung, Gesamtwochen, AuszeichnungChartplatzierungen (Jahr, Titel, Album, Platzierungen, Wochen, Auszeichnungen, Anmerkungen) | Höchstplatzierung, Gesamtwochen, AuszeichnungChartplatzierungen (Jahr, Titel, Album, Platzierungen, Wochen, Auszeichnungen, Anmerkungen) | Höchstplatzierung, Gesamtwochen, AuszeichnungChartplatzierungen (Jahr, Titel, Album, Platzierungen, Wochen, Auszeichnungen, Anmerkungen) | Höchstplatzierung, Gesamtwochen, AuszeichnungChartplatzierungen (Jahr, Titel, Album, Platzierungen, Wochen, Auszeichnungen, Anmerkungen) | Höchstplatzierung, Gesamtwochen, AuszeichnungChartplatzierungen (Jahr, Titel, Album, Platzierungen, Wochen, Auszeichnungen, Anmerkungen) | Anmerkungen                                                                            |
| Jahr | Titel Album                 | DE | AT | CH | UK | US | Anmerkungen                                                                            |
| --- | --------------------------- | --- | --- | --- | --- | --- | -------------------------------------------------------------------------------------- |
| 2012 | Ho Hey The Lumineers        | DE5 Platin · (35 Wo.)DE | AT5 (33 Wo.)AT | CH7 Platin · (41 Wo.)CH | UK8 ×4Vierfachplatin · (59 Wo.)UK | US3 Platin · (62 Wo.)US | Erstveröffentlichung: 4. Juni 2012 Verkäufe: + 5.465.000                               |
| 2012 | Stubborn Love The Lumineers | — | — | — | UK— GoldUK | US70 Platin · (15 Wo.)US | Erstveröffentlichung: 3. Oktober 2012 Verkäufe: + 1.615.000                            |
| 2016 | Ophelia Cleopatra           | DE— GoldDE | — | CH49 (4 Wo.)CH | UK52 ×2Doppelplatin · (10 Wo.)UK | US66 ×4Vierfachplatin · (12 Wo.)US | Erstveröffentlichung: 5. Februar 2016 Verkäufe: + 6.676.666                            |
| Folgende Lieder erschienen nicht als Single, wurden aber durch das Album zum Download und Streaming bereitgestellt und konnten somit eine Platzierung erlangen: |                             | | | | | |                                                                                        |
| |                             | | | | | |                                                                                        |
| 2022 | Spotless Zach Bryan         | — | — | — | UK— SilberUK | US17 ×2Doppelplatin · (6 Wo.)US | Charteinstieg: 9. September 2023 Verkäufe: + 2.360.000; Zach Bryan feat. The Lumineers |

Weitere Singles
- 2013: Submarines
- 2016: Cleopatra (UK: Silber)
- 2016: Angela
- 2016: Sleep on the Floor (UK: Silber)
- 2016: Blue Christmas
- 2018: Walls
- 2019: Gloria
- 2019: It Wasn’t Easy to Be Happy for You
- 2020: Salt and the Sea
- 2021: Caves
- 2021: Brightside
- 2021: Big Shot
- 2021: A.M. Radio

### Beiträge für Soundtracks
- 2016: Nobody Knows (aus Elliot, der Drache, US: Gold)
- 2016: Holdin’ Out (aus Störche – Abenteuer im Anflug)

## Auszeichnungen für Musikverkäufe
| Silberne Schallplatte - Vereinigtes Königreich - 2023: für das Lied Flowers In Your Hair Goldene Schallplatte - Belgien - 2013: für die Single Ho Hey - Brasilien - 2024: für die Single Stubborn Love - 2024: für die Single Cleopatra - 2024: für das Album The Leading Ladies - Dänemark - 2021: für das Album Cleopatra - Frankreich - 2015: für das Album The Lumineers - 2017: für die Single Ophelia - Irland - 2012: für das Album The Lumineers - Italien - 2019: für die Single Stubborn Love - 2021: für das Album The Lumineers - 2022: für das Album Cleopatra - Kanada - 2018: für die Single Slow It Down - 2018: für das Lied Flowers In Your Hair - 2018: für die Single Gale Song - 2019: für die Single Gloria - 2020: für das Album III - Neuseeland - 2020: für das Album Cleopatra - Polen - 2023: für das Album Cleopatra - 2024: für die Single Sleep on the Floor - Portugal - 2022: für die Single Sleep on the Floor - Schweden - 2013: für das Album The Lumineers - Spanien - 2013: für das Streaming Ho Hey - 2025: für die Single Sleep on the Floor - Vereinigte Staaten - 2016: für das Lied Flowers In Your Hair | Platin-Schallplatte - Australien - 2015: für das Album The Lumineers - 2022: für die Single Ophelia - Brasilien - 2024: für die Single Ophelia - Dänemark - 2013: für das Streaming Ho Hey - 2024: für die Single Ophelia - 2024: für das Album The Lumineers - Kanada - 2018: für die Single Sleep on the Floor - 2018: für die Single Cleopatra - 2018: für die Single Angela - Neuseeland - 2023: für das Album The Lumineers - 2023: für die Single Cleopatra - Polen - 2020: für die Single Ophelia - Spanien - 2024: für die Single Ophelia 2× Platin-Schallplatte - Brasilien - 2024: für die Single Sleep on the Floor - Italien - 2024: für die Single Ophelia - Kanada - 2018: für die Single Stubborn Love - 2025: für das Lied Spotless - Spanien - 2024: für die Single Ho Hey | 3× Platin-Schallplatte - Italien - 2019: für die Single Ho Hey - Kanada - 2022: für das Album Cleopatra - Neuseeland - 2024: für die Single Ophelia - Schweden - 2013: für die Single Ho Hey 5× Platin-Schallplatte - Australien - 2014: für die Single Ho Hey - Kanada - 2022: für das Album The Lumineers 6× Platin-Schallplatte - Neuseeland - 2025: für die Single Ho Hey 8× Platin-Schallplatte - Kanada - 2022: für die Single Ophelia Diamantene Schallplatte - Brasilien - 2024: für die Single Ho Hey - Kanada - 2019: für die Single Ho Hey |

Anmerkung: Auszeichnungen in Ländern aus den Charttabellen bzw. Chartboxen sind in ebendiesen zu finden.
| Land/RegionAuszeichnungen für Musikverkäufe (Land/Region, Auszeichnungen, Verkäufe, Quellen) | Silber     | Gold       | Platin       | Diamant     | Verkäufe   | Quellen                 |
| -------------------------------------------------------------------------------------------- | ---------- | ---------- | ------------ | ----------- | ---------- | ----------------------- |
| Australien (ARIA)                                                                            | —          | —          | 7× Platin7   | —           | 490.000    | aria.com.au             |
| Belgien (BRMA)                                                                               | —          | Gold1      | —            | —           | 15.000     | ultratop.be             |
| Brasilien (PMB)                                                                              | —          | 3× Gold3   | 3× Platin3   | Diamant1    | 510.000    | pro-musicabr.org.br     |
| Dänemark (IFPI)                                                                              | —          | Gold1      | 3× Platin3   | —           | 120.000    | ifpi.dk                 |
| Deutschland (BVMI)                                                                           | —          | 2× Gold2   | Platin1      | —           | 600.000    | musikindustrie.de       |
| Frankreich (SNEP)                                                                            | —          | 2× Gold2   | —            | —           | 116.666    | snepmusique.com         |
| Irland (IRMA)                                                                                | —          | Gold1      | —            | —           | 7.500      | irishcharts.ie          |
| Italien (FIMI)                                                                               | —          | 3× Gold3   | 5× Platin5   | —           | 415.000    | fimi.it                 |
| Kanada (MC)                                                                                  | —          | 5× Gold5   | 23× Platin23 | Diamant1    | 2.840.000  | musiccanada.com         |
| Neuseeland (RMNZ)                                                                            | —          | Gold1      | 11× Platin11 | —           | 307.500    | radioscope.co.nz NZ2    |
| Polen (ZPAV)                                                                                 | —          | 2× Gold2   | Platin1      | —           | 55.000     | olis.pl                 |
| Portugal (AFP)                                                                               | —          | Gold1      | —            | —           | 5.000      | Einzelnachweise         |
| Schweden (IFPI)                                                                              | —          | Gold1      | 3× Platin3   | —           | 140.000    | sverigetopplistan.se    |
| Schweiz (IFPI)                                                                               | —          | —          | Platin1      | —           | 30.000     | hitparade.ch            |
| Spanien (Promusicae)                                                                         | —          | 2× Gold2   | 3× Platin3   | —           | 210.000    | elportaldemusica.es ES2 |
| Vereinigte Staaten (RIAA)                                                                    | —          | 2× Gold2   | 12× Platin12 | —           | 13.000.000 | riaa.com                |
| Vereinigtes Königreich (BPI)                                                                 | 4× Silber4 | 2× Gold2   | 7× Platin7   | —           | 5.200.000  | bpi.co.uk               |
| Insgesamt                                                                                    | 4× Silber4 | 29× Gold29 | 80× Platin80 | 2× Diamant2 |            |                         |